# 峰温泉
峰温泉（みねおんせん）は、静岡県賀茂郡河津町にある温泉。

## 泉質
- 弱アルカリ性単純温泉
  - 源泉温度61.6℃
  - 湧出量600L/分
  - 無色透明の源泉

## 温泉街
峰温泉は7軒の宿がある小さな温泉。河津川沿いに、日帰り入浴施設「踊り子温泉会館」と「豊泉の足湯処」、渋谷区の保養施設河津さくらの里しぶやなどがある。
踊り子温泉会館は、この辺りが川端康成の名作「伊豆の踊子」の舞台となったことから名付けられた。正面玄関の上には踊り子の絵が飾られている。施設にはお風呂の他に持ち込みOKの休憩室やリフレッシュルームなどがある。
豊泉の足湯処は、河津川の土手沿いにあり、9:00～16:00で利用可能。利用料無料。

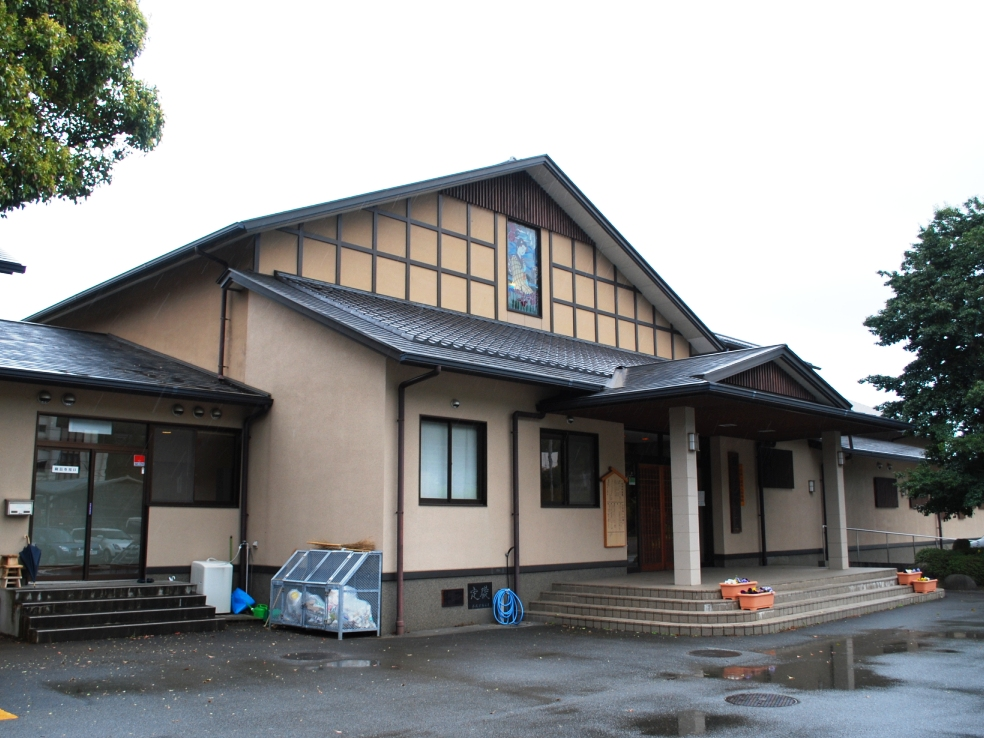
踊り子温泉会館
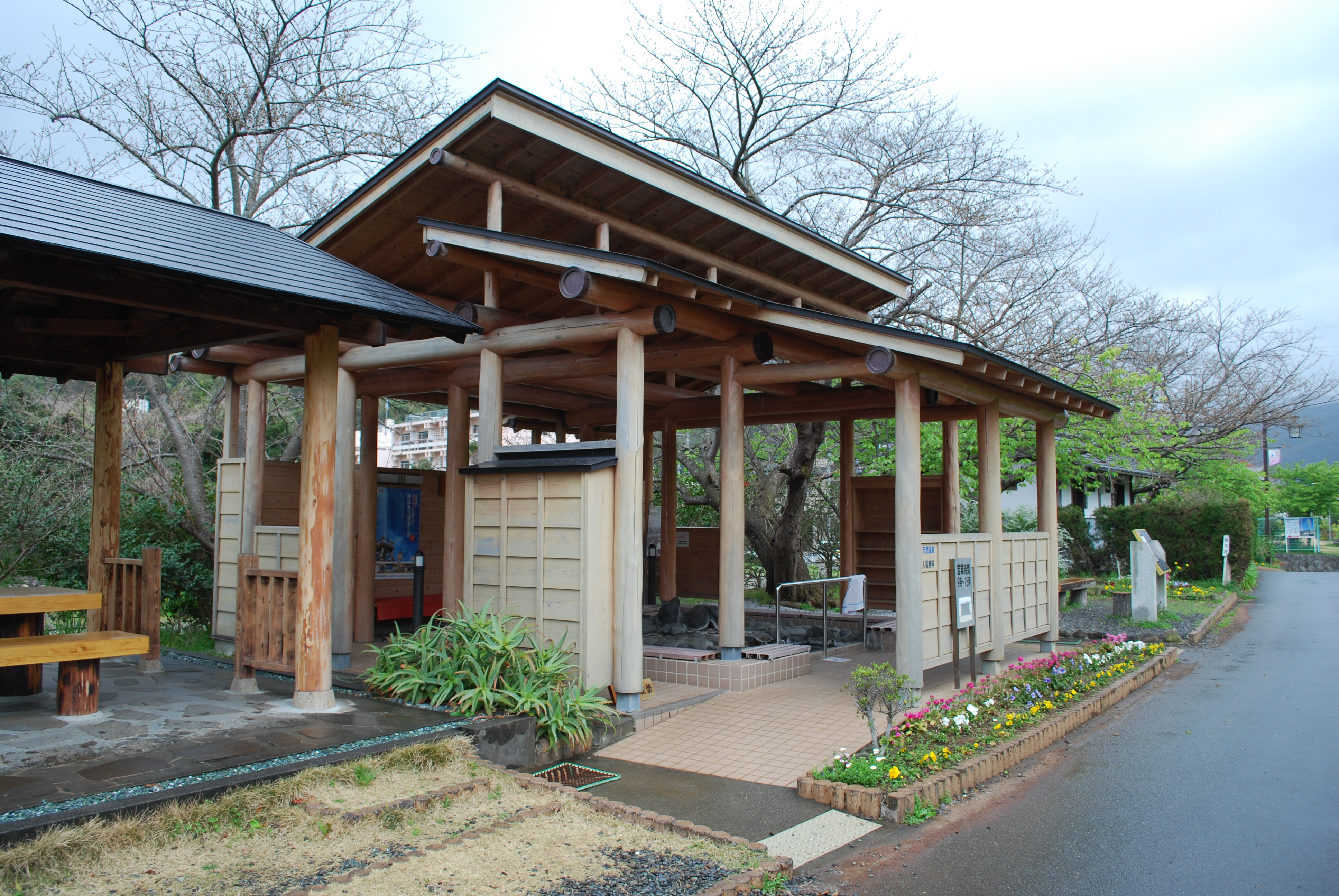
豊泉の足湯処

## 歴史

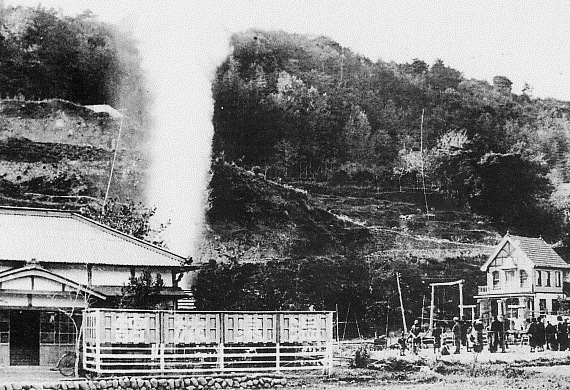
昭和初期の大噴湯

奈良時代、宝亀10年（西暦779年）、三嶋大社が伊予国（大山祇神社）から移った際に湧き出た霊泉を起源とするという。菖蒲・カキツバタなどが錦織り成す美しいこの里を「花田の湯」と称し、多くの名僧・武辺が浴したと今に伝えられている。
その後、何時とはなしに荒廃したが、伝説と化した「花田の湯」の復興すべく大正11年、この地に住む稲葉時太郎は、峰一帯を“花といで湯の郷”にせんと、当時30歳の情熱を一途に温泉採掘に打ち込んだ。
4年後の大正15年11月22日正午。火山噴火のごとく、一大爆音とともに「大噴湯」は誕生した。地響きを立てて噴き出た熱泉は、この時実に50メートルの天空を突き刺したと云われている。また大噴湯の前には、天に向かって合掌をしている時太郎の姿があったと今に伝えられている。（稲葉時太郎功労碑より）
現在では周りへの影響を考慮し、噴き上げの時間も量も絞っているが、その勢いは未だ衰えることはない。噴き上げ口を絞らない限りいつでも100℃の温泉が地上約30メートルに達し、依然活発な自噴を続けている。

## 峰温泉大噴湯公園
地上約30mまで噴き上げる自噴泉が楽しめる。2009年2月1日オープン。入場無料。
駐車場は13台（うち3台は障害者専用）駐車料金1回700円
大噴湯のイメージキャラクターには「フントー君」なる、ゆるキャラが使用されている。

### 施設

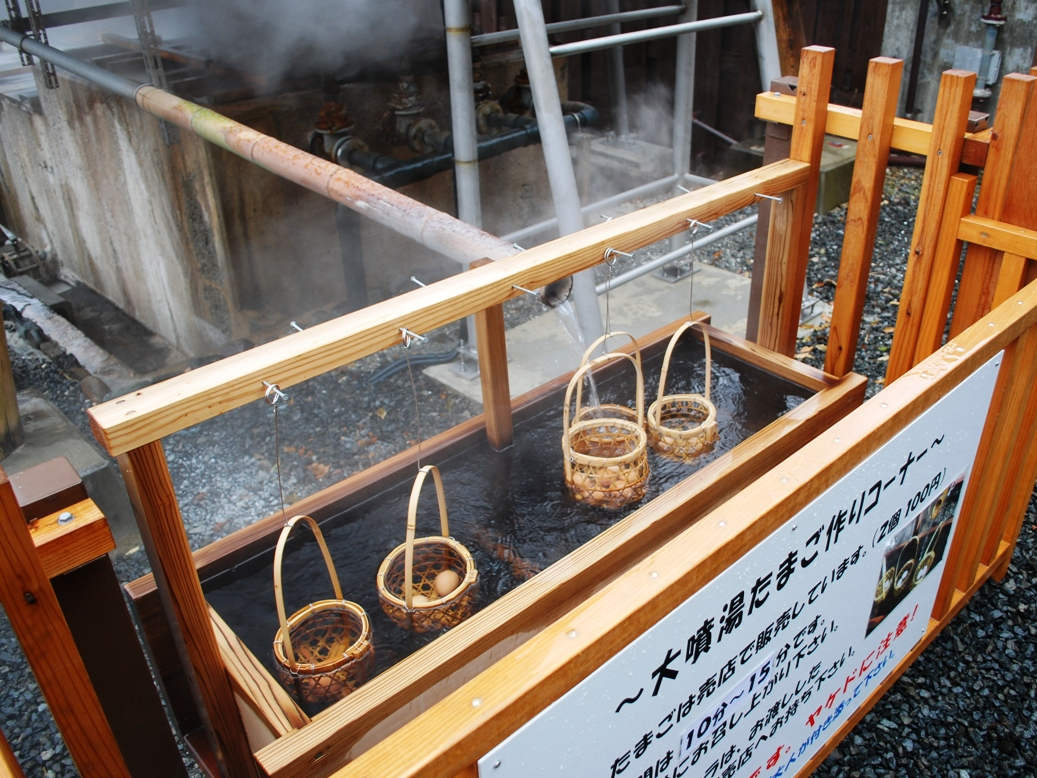
大噴湯卵作りコーナー

- 足湯、温泉熱ベンチ、縁台、健康フィットネスベンチ
- 源泉かけ流しの大噴湯卵作りコーナー（竹かごにたまごを入れ、源泉を利用して大噴湯たまごを作れる）
- 大噴湯解説板、歴史解説板
- 大噴湯おみくじ（「大吉・中吉～」ではなく、「大フントー・中フントー～」と占われる）

### 噴き上げ時間
9：30 10：30 11：30 12：30 13：30 14：30 15：30
1日計7回。1回の噴き上げは1分間ほど。
月、水、木、土、日曜日の週5日（火・金曜日は定休日）。

## アクセス
- 鉄道 : 伊豆急行線河津駅よりバスで約5分。（峰温泉バス停下車）
- 車 :東名高速道路の沼津ICから約1時間30分。